# Caravasar Multani

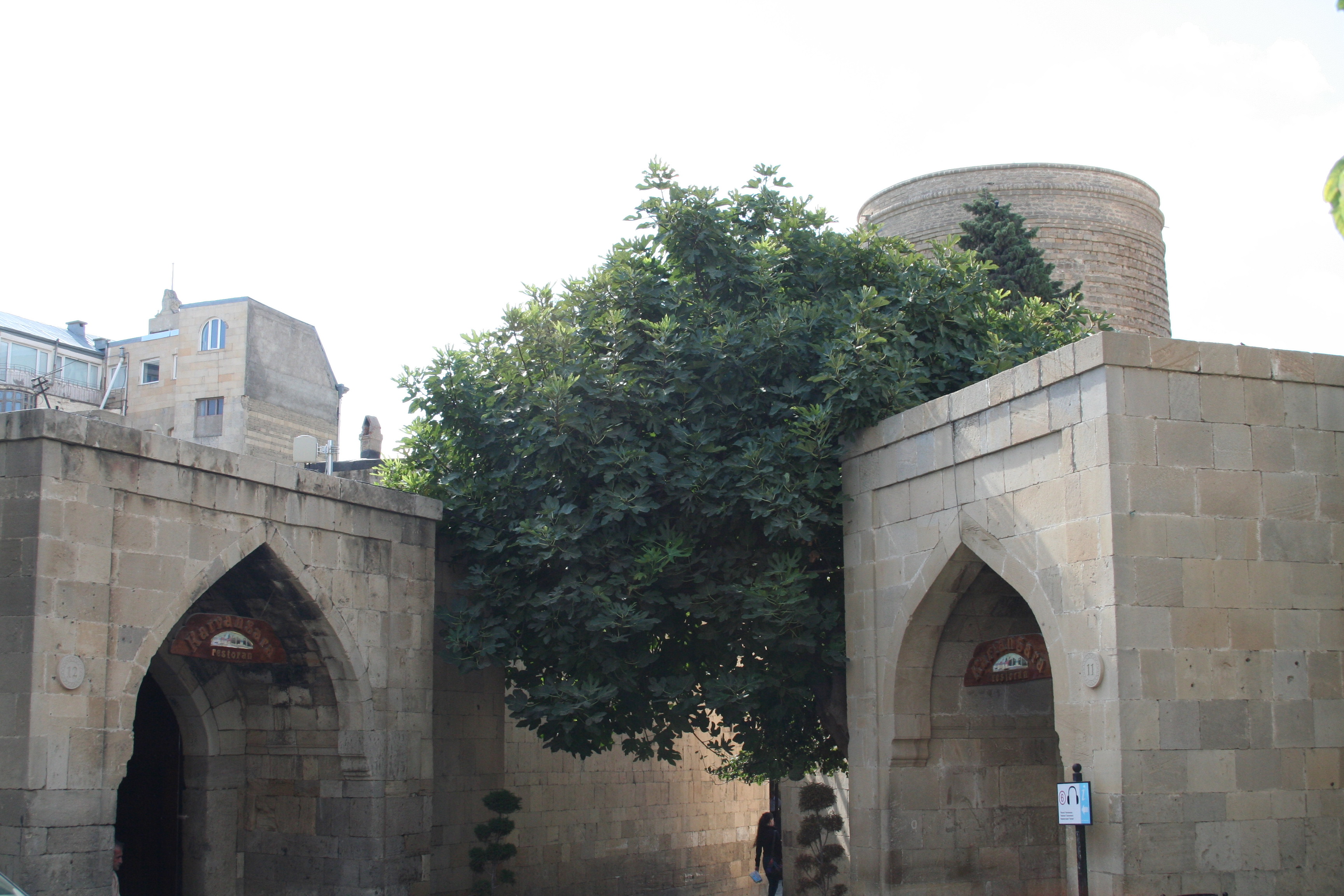
El caravasar Multani y el caravasar Bukhara

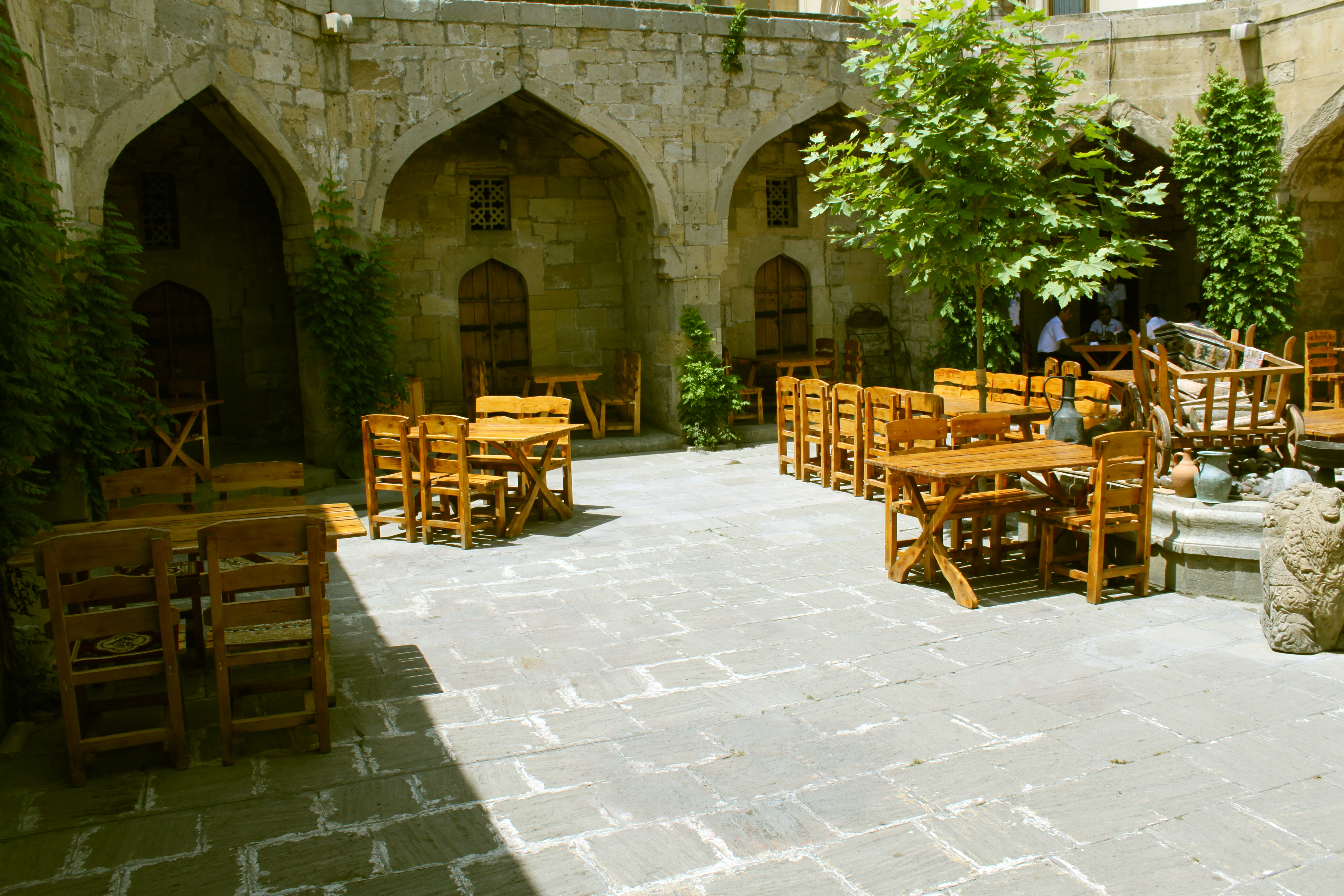
Caravasar Multani

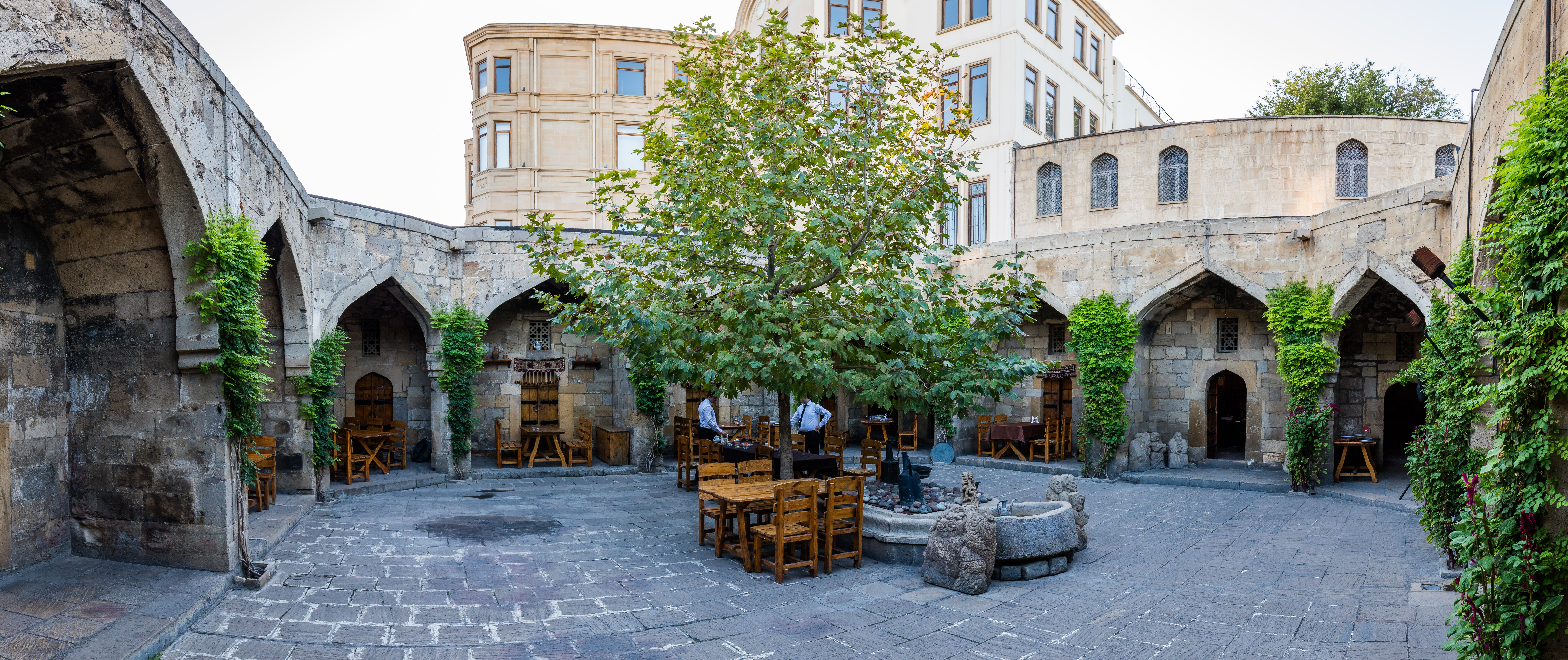
El restaurante en el caravasar

El caravasar Multani se estableció en el siglo XIV. Se encuentra frente al Caravasar Bukhara.
Actualmente Multani es el nombre de la ciudad en Pakistán. Los mercaderes y zoroastrianos de la India hicieron de este caravasar una parada obligatoria. Se supone que esta gente erigió el Templo Ateshgah de los zoroastrianos en Surakhani.
El caravasar tiene una forma cuadrada y las construcciones del edificio son de estilo antiguo. Hay muchos balcones alrededor del patio. Actualmente el Caravansar Multani alberga un restaurante de cocina azerbaiyana.